# Chicago at Carnegie Hall
Chicago at Carnegie Hall je prvi album v živo, skupno pa četrti album chichaške rock zasedbe Chicago. Izšel je leta 1971 kot četvorni album pri založbi Columbia Records, kasneje pa je bil nekaj časa na voljo tudi v obliki dveh dvojnih setov. Kvadrafonični miks albuma je bil zaželen, vendar nikoli izveden, verjetno ker je skupina najprej zavračala izdajo albuma. To je edini album skupine od prvih desetih albumov, ki ni bil izdan v kvadrafoničnem miksu v nobenem formatu.
Album je dosegel 3. mesto lestvice Billboard 200. Dva tedna po izdaji je s strani RIAA prejel album zlati certifikat, leta 1986 pa platinastega.

## Ozadje
Med promocijsko turnejo Chicago III, je skupina en teden aprila 1971 koncertirala v Carnegie Hall in posnela vse svoje tamkajšnje koncerte. Rezultat je bil četvorni album skupine, znan tudi pod imenom Chicago IV. Walter Parazaider je pisatelju Williamu Jamesu Ruhlmannu dejal, da je bil glavni razlog zaradi katerega je nastal album v živo Carnegie Hall, da so Chicago bili prva rock skupina, ki je za cel teden razprodala Carnegie Hall.
Pri založbi so bili zelo skeptični glede izdaje četvornega albuma, zato so, podobno kot pri albumu Chicago Transit Authority zmanjšali avtorske honorarje. Skupina je izdala album oktobra z mešanimi reakcijami. Album se je sicer dobro prodajal in v ZDA dosegel 3. mesto Billboard 200 (v Združenem kraljestvu se ni uvrstil na lestvico), vendar so kritiki ocenili album kot predolg in celo popustljiv z vključitvijo uglaševanj.
Glede albuma so člani skupine ostali na različnih bregovih. Robert Lamm in Walter Parazaider sta Ruhlmannu zagovarjala album, James Pankow in Peter Cetera pa nista bila navdušena nad rezultatom. Pankow je Ruhlmannu dejal: »Sovražim ga. ... Akustika v Carnegie Hall ni bila nikoli mišljena za ozvočeno glasbo, ...zvok ozvočenih trobil zveni kot kazoo.« Lee Loughnane je dejal, da čeprav misli, da je album dober, je veliko stvari, ki mu niso bile všeč in je menil, da album ne bi smel biti izdan.
V priznanje rekorda razprodanosti Carnegie Hall, je skupina prejela nagrado Billboard 1972 Trendsetter. Kljub slabi kvaliteti, je album, po podatkih Williama Jamesa Ruhlmanna, postal "verjetno" najbolje prodajan set rock izvajalca, vse do izdaje seta Live/1975-85, ki ga je leta 1986 izdala skupina Bruce Springsteen & The E-Street Band.
Leta 2005 je bil album remasteriziran in je ponovno izšel na treh zgoščenkah pri založbi Rhino Records s precej izboljšano kvaliteto zvoka in dodatno zgoščenko osmih alternativnih skladb, ki niso prvotno izšle ter s skoraj vsemi originalnimi posterji.

## Naslovnica in izdaja
Originalna LP izdaja seta je vsebovala dva velika posterja skupine, poster zunanjosti dvorane Carnegie Hall in knjižico, ki je vsebovala fotografije članov skupine med koncertom in spored ameriške turneje 1971. Uradna spletna stran skupine je naslovnico albuma opisala kot »belo ploščico«.

## Seznam skladb

### Originalna izdaja 1971
| Stran 1 | Stran 1                                                           | Stran 1     | Stran 1            | Stran 1 |
| Št.     | Naslov                                                            | Pisec       | Glavni vokal       | Dolžina |
| ------- | ----------------------------------------------------------------- | ----------- | ------------------ | ------- |
| 1.      | „In the Country‟                                                  | Terry Kath  | Kath, Peter Cetera | 10:35   |
| 2.      | „Fancy Colours‟                                                   | Robert Lamm | Cetera             | 5:15    |
| 3.      | „Does Anybody Really Know What Time It Is?‟ (intro proste oblike) | Lamm        |                    | 6:20    |
| 4.      | „Does Anybody Really Know What Time It Is?‟                       | Lamm        | Lamm               | 3:47    |

| Stran 2 | Stran 2                    | Stran 2 | Stran 2      | Stran 2 |
| Št.     | Naslov                     | Pisec   | Glavni vokal | Dolžina |
| ------- | -------------------------- | ------- | ------------ | ------- |
| 5.      | „South California Purples‟ | Lamm    | Lamm         | 15:35   |
| 6.      | „Questions 67 and 68‟      | Lamm    | Cetera, Lamm | 5:36    |

| Stran 3 | Stran 3                | Stran 3 | Stran 3      | Stran 3 |
| Št.     | Naslov                 | Pisec   | Glavni vokal | Dolžina |
| ------- | ---------------------- | ------- | ------------ | ------- |
| 7.      | „Sing a Mean Tune Kid‟ | Lamm    | Cetera       | 12:54   |
| 8.      | „Beginnings‟           | Lamm    | Lamm         | 6:27    |

| Stran 4 | Stran 4 | Stran 4                       | Stran 4      | Stran 4                                  |
| Št.     | Naslov | Pisec                         | Glavni vokal | Dolžina                                  |
| ------- | --- | ----------------------------- | ------------ | ---------------------------------------- |
| 9.      | „It Better End Soon - I. »1st Movement« - II. »2nd Movement (solo flavta)« - III. »3rd Movement (solo kitara)« - IV. »4th Movement« - V. »5th Movement«‟ | Lamm, Kath, Walter Parazaider | Kath         | 15:55 - 2:54 - 5:00 - 2:42 - 3:09 - 2:09 |

| Stran 5 | Stran 5        | Stran 5                 | Stran 5      | Stran 5 |
| Št.     | Naslov         | Pisec                   | Glavni vokal | Dolžina |
| ------- | -------------- | ----------------------- | ------------ | ------- |
| 10.     | „Introduction‟ | Kath                    | Kath         | 7:10    |
| 11.     | „Mother‟       | Lamm                    | Lamm         | 8:21    |
| 12.     | „Lowdown‟      | Cetera, Danny Seraphine | Cetera       | 3:58    |

| Stran 6 | Stran 6                              | Stran 6    | Stran 6      | Stran 6 |
| Št.     | Naslov                               | Pisec      | Glavni vokal | Dolžina |
| ------- | ------------------------------------ | ---------- | ------------ | ------- |
| 13.     | „Travel Suite: 1. Flight 602‟        | Lamm       | Lamm         | 3:31    |
| 14.     | „Travel Suite: 2. Motorboat to Mars‟ | Seraphine  |              | 3:00    |
| 15.     | „Travel Suite: 3. Free‟              | Lamm       | Kath         | 5:15    |
| 16.     | „Where Do We Go From Here‟           | Cetera     | Cetera       | 4:08    |
| 17.     | „I Don't Want Your Money‟            | Kath, Lamm | Lamm         | 5:23    |

| Stran 7 | Stran 7 | Stran 7      | Stran 7      | Stran 7 |
| Št.     | Naslov | Pisec        | Glavni vokal | Dolžina |
| ------- | --- | ------------ | ------------ | ------- |
| 18.     | „Travel Suite 6: Happy Cause I'm Going Home‟ | Lamm         | Lamm, Cetera | 7:56    |
| 19.     | „Ballet for a Girl in Buchannon - I. »Make Me Smile« - II. »So Much to Say, So Much to Give« - III. »Anxiety's Moment« - IV. »West Virginia Fantasies« - V. »Colour My World« - VI. »To Be Free« - VII. »Now More Than Ever«‟ | James Pankow | Kath, Lamm   | 15:25   |

| Stran 8         | Stran 8                              | Stran 8                     | Stran 8            | Stran 8 |
| Št.             | Naslov                               | Pisec                       | Glavni vokal       | Dolžina |
| --------------- | ------------------------------------ | --------------------------- | ------------------ | ------- |
| 20.             | „A Song for Richard and His Friends‟ | Lamm                        | Lamm               | 6:58    |
| 21.             | „25 or 6 to 4‟                       | Lamm                        | Cetera             | 6:35    |
| 22.             | „I'm a Man‟                          | Jimmy Miller, Steve Winwood | Kath, Cetera, Lamm | 8:51    |
| Skupna dolžina: | Skupna dolžina:                      | Skupna dolžina:             | Skupna dolžina:    | 2:48:33 |

### Remasterizirana izdaja 2005
| Disk 1 | Disk 1                                                            | Disk 1 | Disk 1       | Disk 1  |
| Št.    | Naslov                                                            | Pisec  | Glavni vokal | Dolžina |
| ------ | ----------------------------------------------------------------- | ------ | ------------ | ------- |
| 1.     | „In the Country‟                                                  | Kath   | Kath, Cetera | 10:35   |
| 2.     | „Fancy Colours‟                                                   | Lamm   | Cetera       | 5:15    |
| 3.     | „Does Anybody Really Know What Time It Is?‟ (intro proste oblike) | Lamm   |              | 6:20    |
| 4.     | „Does Anybody Really Know What Time It Is?‟                       | Lamm   | Lamm         | 3:47    |
| 5.     | „South California Purples‟                                        | Lamm   | Lamm         | 15:35   |
| 6.     | „Questions 67 and 68‟                                             | Lamm   | Cetera, Lamm | 5:36    |
| 7.     | „Sing a Mean Tune Kid‟                                            | Lamm   | Cetera       | 12:54   |
| 8.     | „Beginnings‟                                                      | Lamm   | Lamm         | 6:27    |

| Disk 2 | Disk 2 | Disk 2                 | Disk 2       | Disk 2                                   |
| Št.    | Naslov | Pisec                  | Glavni vokal | Dolžina                                  |
| ------ | --- | ---------------------- | ------------ | ---------------------------------------- |
| 9.     | „It Better End Soon - I. »1st Movement« - II. »2nd Movement (solo flavta)« - III. »3rd Movement (solo kitara)« - IV. »4th Movement« - V. »5th Movement«‟ | Lamm, Kath, Parazaider | Kath         | 15:55 - 2:54 - 5:00 - 2:42 - 3:09 - 2:09 |
| 10.    | „Introduction‟ | Kath                   | Kath         | 7:10                                     |
| 11.    | „Mother‟ | Lamm                   | Lamm         | 8:21                                     |
| 12.    | „Lowdown‟ | Cetera, Seraphine      | Cetera       | 3:58                                     |
| 13.    | „Travel Suite: 1. Flight 602‟ | Lamm                   | Lamm         | 3:31                                     |
| 14.    | „Travel Suite: 2. Motorboat to Mars‟ | Seraphine              |              | 3:00                                     |
| 15.    | „Travel Suite: 3. Free‟ | Lamm                   | Kath         | 5:15                                     |
| 16.    | „Where Do We Go From Here‟ | Cetera                 | Cetera       | 4:08                                     |
| 17.    | „I Don't Want Your Money‟ | Kath, Lamm             | Lamm         | 5:23                                     |

| Disk 3 | Disk 3 | Disk 3          | Disk 3             | Disk 3  |
| Št.    | Naslov | Pisec           | Glavni vokal       | Dolžina |
| ------ | --- | --------------- | ------------------ | ------- |
| 18.    | „Travel Suite 6: Happy Cause I'm Going Home‟ | Lamm            | Lamm, Cetera       | 7:56    |
| 19.    | „Ballet for a Girl in Buchannon - I. »Make Me Smile« - II. »So Much to Say, So Much to Give« - III. »Anxiety's Moment« - IV. »West Virginia Fantasies« - V. »Colour My World« - VI. »To Be Free« - VII. »Now More Than Ever«‟ | Pankow          | Kath, Lamm         | 15:25   |
| 20.    | „A Song for Richard and His Friends‟ | Lamm            | Lamm               | 6:58    |
| 21.    | „25 or 6 to 4‟ | Lamm            | Cetera             | 6:35    |
| 22.    | „I'm a Man‟ | Miller, Winwood | Kath, Cetera, Lamm | 8:51    |

| Dodatni disk    | Dodatni disk | Dodatni disk    | Dodatni disk |
| Št.             | Naslov | Pisec           | Dolžina      |
| --------------- | --- | --------------- | ------------ |
| 23.             | „Listen‟ | Lamm            | 4:16         |
| 24.             | „Introduction‟ | Kath            | 6:37         |
| 25.             | „South California Purples5‟                                                                                                  | Lamm            | 12:41        |
| 26.             | „Loneliness Is Just a Word‟                                                                                                  | Lamm            | 2:44         |
| 27.             | „Free Form Intro (Naseltones)‟                                                                                               | Lamm            | 5:58         |
| 28.             | „Sing a Mean Tune Kid‟ | Lamm            | 10:51        |
| 29.             | „An Hour in the Shower: A Hard Risin' Morning Without Breakfast / Off to Work / Fallin' Out / Dreamin' Home / Morning Blues‟ | Kath            | 6:00         |
| 30.             | „25 or 6 to 4‟ | Lamm            | 6:21         |
| Skupna dolžina: | Skupna dolžina: | Skupna dolžina: | 3:43:59      |

## Osebje

### Chicago
- Peter Cetera – bas, glavni vokal, spremljevalni vokal
- Terry Kath – kitara, glavni vokal, spremljevalni vokal
- Robert Lamm – klaviature, glavni vokal, spremljevalni vokal
- Lee Loughnane – trobenta, tolkala, kitara (13, 16)[11]
- James Pankow – trombon, tolkala
- Walter Parazaider – pihala, tolkala
- Danny Seraphine – bobni

### Produkcija
- James William Guercio – producent
- Don Puluse, Bud Graham, Hank Altman, Aaron Baron in Larry Dahlstrom – inženirji
- John Berg/Virginia Team – umetniški direktor
- Fuding Cheng – Naslovnica
- Ron Coro – oblikovanje posterjev
- Allen Goldblatt in Fred Lombardi – fotografija
- Frank Laffire – fotografija na posterju
- Beverly Scott – črke